# Ходзьо Садаакі
Ходзьо Садаакі (1278 — 4 липня 1333) — 15-й сіккен Камакурського сьоґунату у 1326 році.

## Життєпис
Походив з самурайського роду Ходзьо. Син Ходзьо Акітокі, що вів родовід від Акітокі Старшого, третього сина Ходзьо Йосітокі. Матір'ю Садаакі була відома поетеса Мугай Ньодай. Народився у 1278 році. Здобув гарну освіту. У 1294 році отримав молодший шостий ранг та посаду судового чиновника в уряді (бакуфу) сьогунату. 1296 року надано молодший п'ятий ранг. Згодом призначено Правим генералом гвардійців, а 1300 року — Лівим генералом гвардійців.
У 1301 році помирає батько Садаакі, а його мати йде до буддистського монастиря. 1302 року призначено молодшим (мінаміката) очільником Роханара Тандай (сьогунського представництва в Кіото за наглядом за імператорським двором). На цій посаді перебував до 1308 року. 1307 року отримав старший п'ятий ранг. 1309 року очолив йоріай-шю (вищу нараду самураїв).
1310 року очолив кінноту бакуфу. У 1311 році призначено старшим (кітаката) очільником Роханара Тандай. У 1315 році стає реншо (заступником) сіккена. 1316 року Ходзьо Садаакі надано молодший четвертий ранг. Того ж року призначено кокусі провінції Мусасі.
У 1320 році отримав старший четвертий ранг. У 1326 році після відставик Ходзьо Такатокі стає сіккеном, проте фактична влада залишилася в останнього, оскільки той продовжував обіймати посаду токусьо (голови клану Ходзьо). Вже у 1327 році за наказом Ходзьо Такатокі вимушений був поступитися посадою Ходзьо Морітокі. Згодом брав участь у боротьбі з повстанням на чолі з імператором Ґо-Дайґо проти бакуфу (уряду) сьогунату та сіккена. Під час битви за Камакуру в умовах близької поразки Ходзьо Саадакі наклав на себе руки. Його сини також загинули.